# Džoni Fridlander
Džoni Fridlander (fr. Johnny Friedlaender, pravim imenom  ; Pščina, 26. decembar 1912 — Pariz, 18. jun 1992) je bio slikar Nove pariske škole koji se smatra za jednog od najvećih grafičara XX veka.

## Biografija

### Mladost i umetnički počeci
Fridlander je rođen 21. juna 1912. u gradu Pšinji (na poljskom Pszczyna, na nemačkom Pless), u Gornjoj Šleziji (tadašnje Nemačko carstvo), u porodici jevrejskog porekla. Nakon prvog svetskog rata, Gornja Šlezija je pripojena Poljskoj, i Fridlanderova porodica se seli u Vroclav (na nemačkom Breslau), gde Fridlander pohađa gimnaziju od 1921. do 1928. Sledeće godine, nakon što je izbačen iz gimnazije, Fridlander falsifikuje datum rođenja i uspeva da se upiše na Akademiju lepih umetnosti u istom gradu. Nakon tri meseca boravka u Parizu, gde upoznaje slikara Fernan Ležea, Fridlander se vraća u Vroclav. Iz tog perioda datiraju njegovi prvi grafički listovi, izvedeni u tehnici bakropisa i litografije. Ozbiljno bavljenje grafikom Fridlander počinje nakon preseljenja u Drezden, gde organizuje i svoje prve izložbe. Učlanjuje se u komunističku partiju Nemačke. U Drezdenu upoznaje svoju buduću zenu, Helfridu Venzel (nadimak Fid). Zajedno sa njom i svojim prijateljima organizuje pozorišnu trupu, koja pripada mreži revolucionarnih umetnika Nemačke. Prokažen kao neprijatelj režima, Fridlander je januara 1933. uhapšen i zatvoren u zatvor u tvrđavi Hohenštajn. Zbog nedostataka svedoka, pušten je decembra iste godine.

### Ratne godine
Bežeći pred nacizmom, utočište nalazi u Čehoslovačkoj, gde prvi put samostalno izlaže svoje grafike. Decembra 1936, Fridlander odlazi za San-Luj u Francuskoj. Kako mu boravak u toj zemlji nije odobren, napušta Francusku i nastanjuje se u Hagu. Organizuje prvu značajnu izložbu svojih grafika i akvarela. Ponovo okarakterisan kao opasan element od strane jednog nacističkog casopisa, Fridlander odlazi konačno za Pariz. U Francuskoj, u koju ulazi zahvaljujući privremenoj vizi, dobija status azilanta. Nastanjuje se u Parizu, u četrnaestom arondismanu.
Kao nemački izbeglica, Fridlander je uhapšen 1939. Zatim biva interniran u više zatvorskih kampova na jugu Francuske. Njegova supruga Fid je uhapšena 1942. u Parizu, tokom velike racije Vel Div (Vel d'Hiv). Fidlander se prijavljuje kao dobrovoljac u jednu englesku vojnu jedinicu i dospeva u Marselj.

### Majstor savremene grafike
Nakon oslobođenja, vraća se u Pariz. Posvećuje se isključivo grafici, ne napuštajući pritom tehniku akvarela. Iz tog perioda datira ciklus od deset grafika, Images du malheur (Prizori užasa), koji prikazuje stradanje Jevreja tokom rata. Sa Fid se venčava 1948. Sledeće godine, zajedno sa Albertom Flokonom otvara grafički atelje „Ermitaž“, u ulici San-Žak. Sprijateljuje se sa Žak Vijonom i Rožerom Bisijerom. Izlaže u Tokiju, Lucernu, Ženevi. Francusko državljanstvo dobija 1952. godine. Otvara privatnu školu grafičke tehnike grafike u ulici Rue (Rouet). Tiraže grafika mu izdaju mnogobrojni izdavači u Bernu, Cirihu, Stokholmu i Parizu. Izlaže širom sveta : u Stokholmu, Cirihu, Rimu, Amsterdamu, San Francisku, Njujorku, Vašingtonu, Luksemburgu, Bogoti, itd. Tokom 1953. godine putuje po Italiji, Nemačkoj, Jugoslaviji. Biva nagrađen na prvom Međunarodnom bijenalu grafike u Ljubljani. Preseljava svoj atelje u ulicu Ker de Vej (Coeur de Vey). U Jakopicevom paviljonu u Ljubljani, organizovana mu je retrospektiva radova (1949-1957). Sledeće godine, izabran je da predstavlja francusku grafiku na Venecijanskom bijenalu.
Godine 1954. upoznaje Brižit Kudran, koja je najpre njegov učenik, a kasnije će postati njegova životna saputnica. Šezdesetih godina izlaže širom sveta, u Evropi, Severnoj i Južnoj Americi, Izraelu, Japanu. Fridlander ponovo počinje da se bavi slikarstvom 1966, umetničkom disciplinom koju je napustio još davne 1940. godine. Odlikovan je ordenom Viteza reda umetnosti i književnosti, a zatim je 1978. imenovan i Oficirom reda umetnosti i književnosti. Iste godine, Muzej moderne umetnosi grada Pariza organizuje retrospektivu njegovih grafika (1948-1978), praćenih izborom slika i tapiserija. Sledeća velika retrospektiva je organizovna za umetnikov 75. rođendan, u Bremenu : izložene su grafike, crteži, akvareli i slike. Fridlander postaje član Kraljevske akademije lepih umetnosti Belgije 1988. godine. Tri godine kasnije, učestvuje na izložbi Oltre il segno: quattro maestri della grafica contemporanea (Četiri velika majstora savremene grafike), organizovane u okviru Venecijanskog bijenala, gde su njegovi radovi prikazani uz radove još tri velika majstora grafike : Stenlija Hajtera, Emilija Vedove i Anrija Geca. Umro je u Parizu 18. juna 1992. godine.

## Delo
Fridlander se izražavao u tehnikama duboke štampe (bakropisu, bakrorezu i akvatinti), kao i u tehnici litografije. U početku rađene u crnom. Fridlander nakon 1952. uvodi boju u svoje grafike. Među cikluse grafika koje je umetnik objavio spadaju i Images du malheur (Prizori užasa), ciklus od deset grafika iz 1947. godine, zatim Saison des amours (Vreme ljubavi), serija grafika na stihove Pola Elijara, objavljenih 1949. godine, Royaume de Dieu (Carstvo Božije), ciklus od deset bakropisa iz 1947, i Stèles (Stećci), serija akvatinti u boji objavljenih 1968. godine. U njegov umetnički opus spadaju i mnogobrojni akvareli i ulja na platnu, kao i crteži. Slikarski opus u potpunosti odslikava svet njegovih grafičkih radova. Katalog njegovih grafika je u tri toma objavio izdavač Šmuking iz Braunsvajga. Četvrti tom kataloga je objavljen u izdanju Pirling iz Kredfelda.
Fridlanderova dela se nalaze u muzejima i kolekcijama u Nemačkoj, Francuskoj, Holandija, Italiji, Japanu i Sjedinjenim Državama. Zahvaljujući velikodušnim donacijama samog umetnika, a nakon njegove smrti i njegove supruge Brižit Kudran, najznačajnije kolekcije grafika umetnika se nalaze u kolekcijama Državnog muzeja u Drezdenu, Muzeja Unterlinden u Kolmaru (Francuska), i u kolekciji Nacionalnog instituta za istoriju umetnosti u Parizu.

## Bibliografija
- Friedlaender, Œuvre de 1961 à 1965, Manus Presse, 1967. (језик: француски)
- Catalogue raisonné de l'œuvre gravé de Friedlaender, 1930-1972, Schmücking, Braunschweig, 1973. (језик: француски)
- Catalogue raisonné de l'œuvre gravé de Friedlaender, 2, 1973-1976, Schmücking, Braunschweig, 1977. (језик: француски)
- Fiedlaender, Rétrospective de l'œuvre gravé 1848-1978, Musée d'art moderne de la Ville de Paris, 1978. (језик: француски)
- La donation Johnny Friedlaender (1912-1992), Musée d'Unterlinden de Colmar|Musée d'Unterlinden, Colmar, 1996. (језик: француски)
- Johnny Friedlaender, Gravures inédites, Musée d'Unterlinden, Colmar/Réunion des musées nationaux Paris, 2001. (језик: француски)
- Johnny Friedlaender (1912-1992) : le graveur dans son temps, Institut national d'histoire de l'art, Paris, 2008. (језик: француски)

## Spoljašnje veze
- Zvanična internet prezentacija umetnika (sadrži i galeriju radova) (језик: француски)
- Grafike umetnika na sajtu Galerije Michelle Champetier iz Kana (Francuska) (језик: француски)